# Sainte-Radegonde, Aveyron

Sainte-Radegonde este o comună în departamentul Aveyron din sudul Franței. În 1 ianuarie 2022 avea o populație de 1.774 de locuitori.